# Enez (stad)
Enez is een stad en een district van Edirne in het uiterste westen van Turkije. Dit gebied van Turkije wordt ook wel Oost-Thracië genoemd.
De burgemeester is Ahmet Çayır (DSP). De stad heeft 10.516 inwoners volgens de census van 2010.